# Kościół Chrystusa Króla w Marszałkach
Kościół Chrystusa Króla w Marszałkach – rzymskokatolicki kościół parafialny należący do parafii pod tym samym wezwaniem (dekanat Grabów diecezji kaliskiej).
Świątynia powstała jako kaplica przy Domie Zakonnym salezjanów pod wezwaniem świętego Franciszka Salezego erygowanym w 1931 roku, w dawnym majątku hrabiny Bismarck-Bohlen. Kościół został przebudowany w 1936 roku z budynku starej owczarni. W czasie okupacji kościół i inne zabudowania były własnością Niemców. 
W 1950 roku ksiądz biskup Walenty Dymek erygował parafię pod wezwaniem Chrystusa Króla, wydzielają ją z parafii Doruchów.